# Hot Knives
A videóklip rendezője a Four Winds-, illetve a Death Cab for Cutie Title and Registration- és a Muse Stockholm Syndrome dalainak videóit is megalkotó Patrick Daughters.

## Számlista
| 1.   | Hot Knives                   | 4:10 |
| 2.   | If The Brakeman Turns My Way | 4:53 |
| 9:03 |                              |      |

## Közreműködők

### Bright Eyes
- Conor Oberst – ének, gitár, zongora
- Mike Mogis – gitár, basszusgitár, dobro, producer
- Nate Walcott – zongora, húrok

### Más zenészek
- Janet Weiss – dob
- Bill Meyers – karmester
- M. Ward – gitár
- Maria Taylor – ének, dob
- Stacy DuPree, Sherri DuPree, Rachael Yamagata, Z Berg – ének

## Fordítás
Ez a szócikk részben vagy egészben  a   Hot Knives című angol Wikipédia-szócikk ezen változatának fordításán alapul.  Az eredeti cikk szerkesztőit annak laptörténete sorolja fel. Ez a jelzés csupán a megfogalmazás eredetét és a szerzői jogokat jelzi, nem szolgál a cikkben szereplő információk forrásmegjelöléseként.